# 베냐민 베스
베냐민 필리프 지몬 베스(독일어: Benjamin Philipp Simon Weß, 1985년 7월 28일~)는 독일의 은퇴한 필드하키 선수로 현역 시절 포지션은 수비수이다. 2005년부터 국가대표팀 선수가 되어 2008년 하계 올림픽과 2012년 하계 올림픽에서 금메달을 획득했다. 또한 월드컵에서 2회 우승, 1회 준우승, 챔피언스트로피에서 1회 우승, 1회 준우승, 유럽 선수권 대회에서 2회 우승을 달성했다.
형인 티모도 필드하키 선수이다.